# (3647) Dermott
(3647) Dermott (1986 AD1) – planetoida z grupy pasa głównego asteroid okrążająca Słońce w ciągu 4,69 lat w średniej odległości 2,8 au Odkrył ją Edward Bowell 11 stycznia 1986 roku.